# Cephalota dulcinea
Cephalota dulcinea is een keversoort uit de familie van de loopkevers (Carabidae). De wetenschappelijke naam van de soort is voor het eerst geldig gepubliceerd in 2006 door Marco, De la Rosa & Baena.